# Historia podziałów administracyjnych Krakowa

Rozwój terytorialny Krakowa

## Lokacja miasta i okres średniowiecza
Pierwszy podział administracyjny Krakowa dokonał się podczas lokacji miasta na prawie magdeburskim w 1257. Kraków podzielono wówczas na cztery kwartały (części): Sławkowski, Rzeźniczy, Grodzki i Garncarski. W granice Krakowa włączone zostały następnie tereny dawnej osady Okół oraz Wzgórze Wawelskie, a całość otoczono murem obronnym z fosą. W takim kształcie Kraków przetrwał niezmiennie ponad 500 lat i dopiero 18 IV 1791 roku na mocy prawa o miastach rozszerzono granice przyłączając sąsiedni Kazimierz i Kleparz oraz niektóre przedmieścia.

## Przełom XVIII i XIX wieku
W 1792 roku Kraków podzielono na cztery cyrkuły: 1) Śródmieście z Wawelem, 2) Nowy Świat, Piasek, Czarna Wieś, 3) Kazimierz i Stradom, 4) Kleparz i Wesoła.
Po zajęciu miasta przez Austriaków w 1800 roku ogłoszono dekret, na mocy którego ostatecznie zniesiono odrębność miasta Kazimierz oraz przedmieść. W roku tym podzielono Kraków na cztery wydziały: I – Śródmieście i Wawel, II – Kleparz i Wesoła, III – Nowy Świat, Piasek, Czarna Wieś, IV – Kazimierz i Stradom. Kazimierz, aż do 1 września 1802 roku był odrębnym miastem i posiadał własną zwierzchność miejska, od września tego roku objął nowy magistrat Krakowa zwierzchność nad wszystkimi przedmieściami.
Tymczasem już w 1786 roku na gruntach kaźmierskich, które to grunty zostały wykupione przez Austriaków, po prawej stronie Wisły po I rozbiorze Polski, Austriacy założyli wolne miasto handlowe – Podgórze. Dekretem księcia saskiego Fryderyka Augusta w 1810 roku zostało włączone do Krakowa, ale niespełna pięć lat później odzyskało Podgórze swoją niezależność w granicach Austrii.

## Rzeczpospolita Krakowska
Po kongresie wiedeńskim w 1815 roku utworzono wolne, niepodległe i ściśle neutralne miasto Kraków z okręgiem, tzw. Rzeczpospolitą Krakowską. Wkrótce ustalono nowy podział administracyjny dzieląc Kraków na 11 gmin: Śródmieście z Wawelem tworzyły gminy I-V, Stradom i Kazimierz – VI, Kleparz i część przedmieścia Piasek – VII, część Kleparza i Wesoła – VII, część Piasku, Nowy Świat, Czarna Wieś – IX, Kazimierz żydowski – X i XI. Każda z gmin miała podobną liczbę ludności wahającą się w okolicach 2 tys. mieszkańców, co świadczy zapewne o tym, że urzędnicy kierowali się głównie kryterium ludnościowym podczas podziału Krakowa na gminy.
W 1838 roku dokonano nowego podziału Krakowa na pięć cyrkułów. Pierwszy cyrkuł obejmował większą część Śródmieścia oraz Wzgórze Wawelskie. Drugi cyrkuł składał się także z części Śródmieścia oraz poprzednich gmin Kleparz-Piasek i ponadto wsi: Krowodrza, Łobzów, Nowa Wieś Narodowa, Gramatyka i Kawiory. Trzeci cyrkuł tworzyła gmina V w Śródmieściu z przedmieściem Wesoła i wsiami Grzegórzki i Piaski. Czwarty cyrkuł obejmował gminę VI Stradom i chrześcijański Kazimierz oraz gminy X i XI to jest Kazimierz żydowski.

## Panowanie austriackie

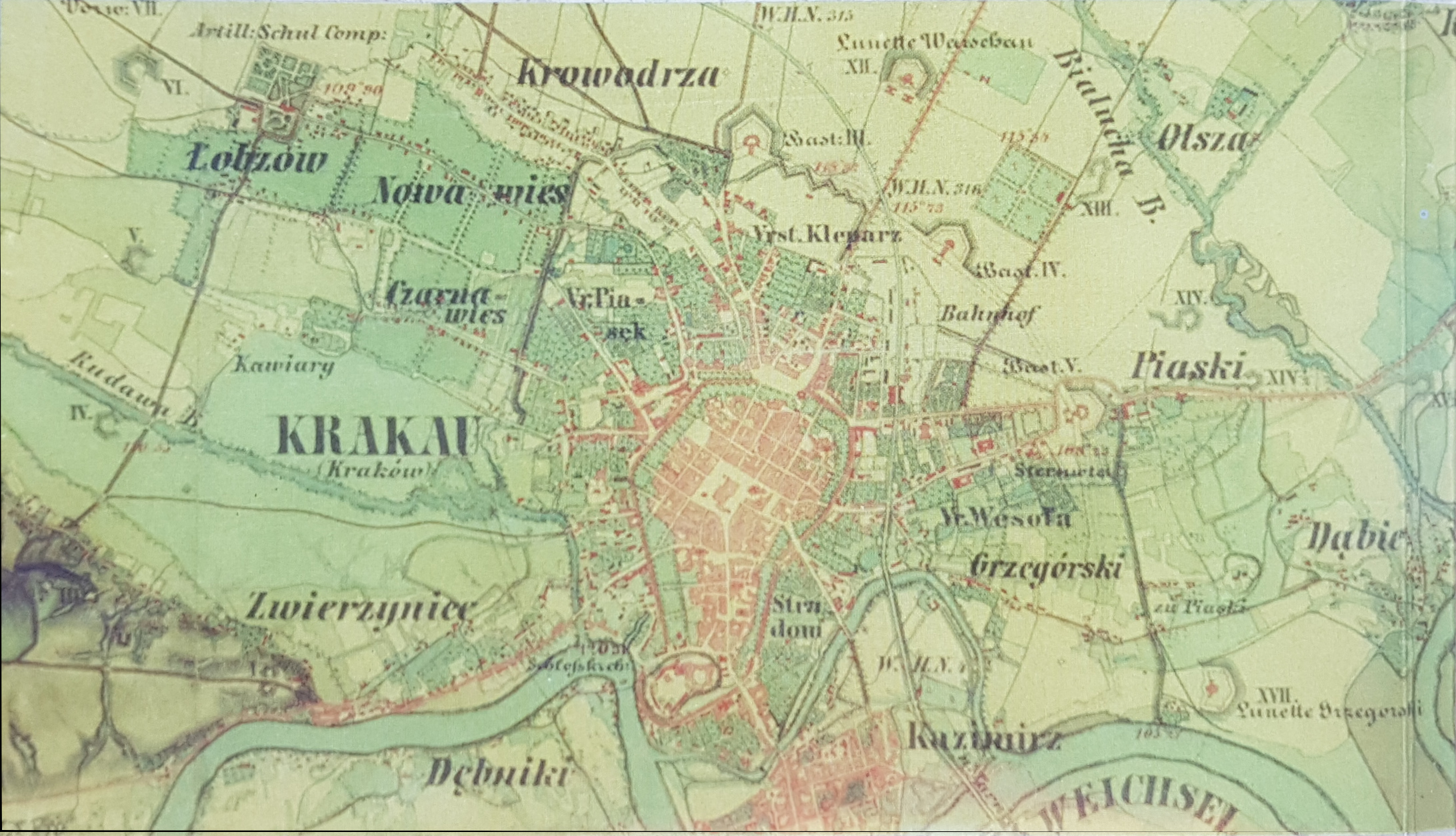
Kraków i okolice około 1862 roku

Szybko nastąpiły kolejne zmiany w podziale administracyjnym miasta. Wolne Miasto Kraków po nieudanym powstaniu krakowskim w roku 1846 przestało istnieć w konsekwencji czego 11 listopada 1846 roku przeszedł Kraków wraz z okręgiem pod panowanie austriackie. Dopiero jednak w 1854 roku miasto otrzymało rzeczywisty magistrat, pod zwierzchnictwo którego oddano oprócz jedenastu dotychczasowych dzielnic także gminy: Grzegórzki i Piasek, Dąbie z Beszczem i Głębinowem oraz Kawiory. Do przedmieści Krakowa, a mianowicie do IX gminy miejskiej zaliczała się ciągłe Czarna Wieś. Inne gminy, które należały do cyrkułów Krakowa, jak Półwsie Zwierzynieckie, Zwierzyniec, Łobzów i Nowa Wieś oraz Krowodrza przydzielono do sąsiednich urzędów powiatowych.
W roku 1858 ze względu na odbywający się spis ludności utworzono osiem nowych dzielnic katastralnych, tworzących tzw. okręg miejski Krakowa. Podział ten wszedł w życie 1 stycznia 1859 roku. Podczas organizacji nowych urzędów powiatowych w 1867 roku pozbawiono Magistrat krakowski politycznej jurysdykcji nad gminami Grzegórzki, Dąbie, Czarna Wieś i Kawiory, które dotychczas zaliczane były wraz z Nową Wsią, wyłączoną z miejskiego okręgu Krakowa w 1858 roku, do wiejskiego okręgu Krakowa.

## Początki Autonomii Galicyjskiej
Od roku 1867 Kraków podzielony był na osiem dzielnic katastralnych: Śródmieście – obejmujące tereny wewnątrz Plant, Wawel – obszar Wzgórza Wawelskiego, Nowy Świat – od Wisły do dzisiejszej ulicy Piłsudskiego (wówczas nazywana ulicą Wolską), Piasek – od ulicy Piłsudskiego do ulicy Łobzowskiej, Kleparz – od ulicy Łobzowskiej do ulicy Pawiej, Wesoła – od Pawiej do dzisiejszej ulicy św. Sebastiana, dalej znajdował się Stradom – od Wawelu po koryto Starej Wisły oraz Kazimierz zajmujący cały obszar tzw. wyspy kazimierskiej otoczonej dwiema odnogami Wisły. Warto tutaj zwrócić uwagę, że w momencie gdy rozpoczynał się burzliwy rozwój miasta Kraków pomniejszył swoją powierzchnię. Choć z początku nie utrudniało to życia mieszkańcom, w szybkim czasie stało się poważnym problemem. Rozrastający się przestrzennie i ludnościowo Kraków zaczynał bowiem dusić się w obrębie dotychczasowych granic, które powiększono dopiero w latach 1909-1915.

### Problemy rozrastającego się miasta

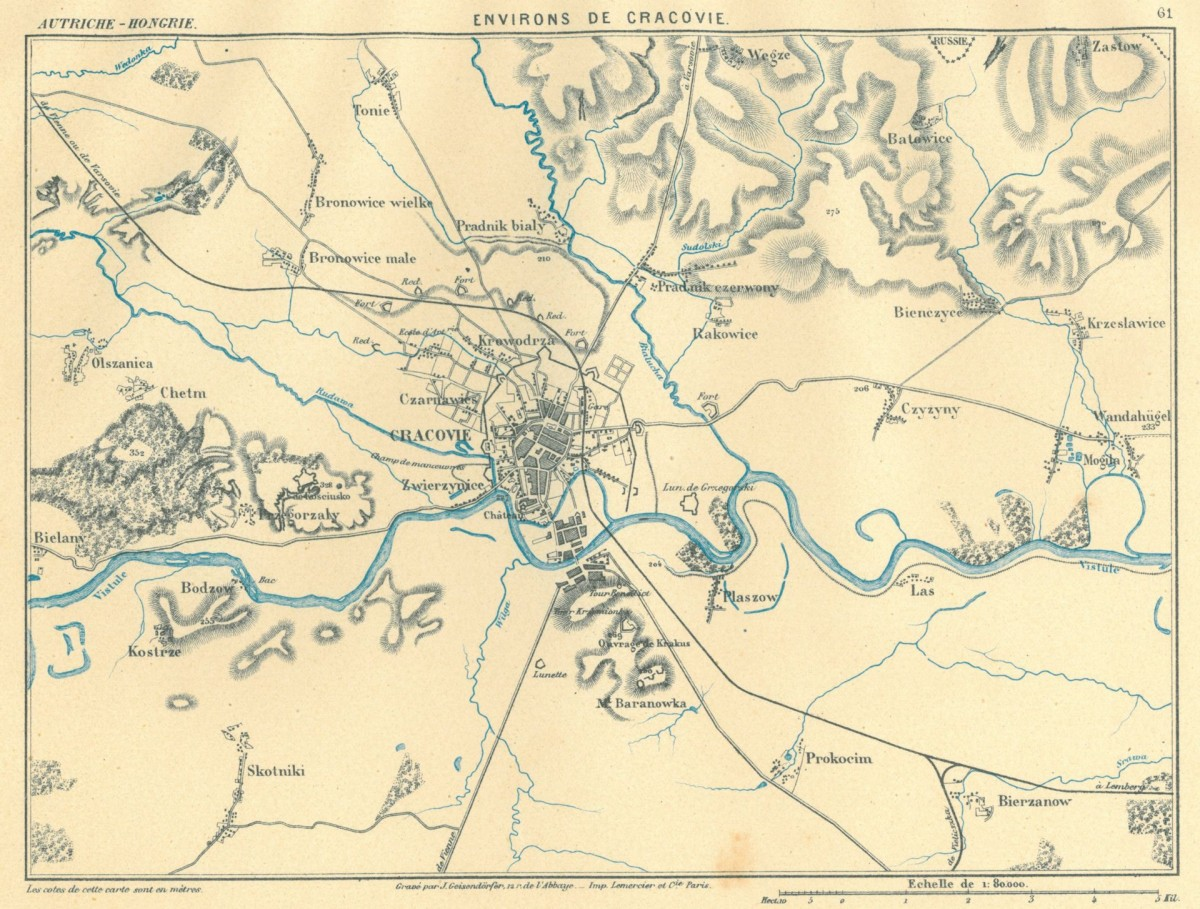
Kraków i okolice w 1881 roku

W tym samym roku kiedy ustalono podział na osiem nowych dzielnic katastralnych gminy Czarna Wieś, Kawiory i Grzegórzki, które znalazły się wówczas poza granicami miasta, wyraziły chęć przyłączenia się do Krakowa. Władze miejskie jednak na te prośby nie odpowiedziały. W 1873 roku Grzegórzki czując się zagrożone obowiązkiem zbudowania szkoły ponownie wniosły o przyłączenie do Krakowa. Rada Miejska z obawy przed wydatkami odmówiła. Dopiero w 1889 roku Magistrat krakowski dostał polecenie od Rady Miasta „...aby poczynił ogólne przedwstępne kroki co do uregulowania różnorodnych stosunków między Krakowem i sąsiednimi gminami i zastanowił się czy nie należało przyłączyć tych gmin do Krakowa”, a jednocześnie mieszkańcy Czarnej Wsi i Grzegórzek wnieśli o to prośbę do Rady Miasta. Gmina Grzegórzki aż trzykrotnie starała się o przyłączenie swojego obszaru do miasta. Interesujący jest fakt, że impulsem, który przyspieszył inkorporacje gmin sąsiednich do Krakowa była sprawa szkół. Gminy często uchylały się z powodów finansowych od budowy lub utrzymywania szkół na własnym terenie i wysyłały dzieci do szkół krakowskich co sprawiało, że były one znacznie przeludnione. Wzmogło to wysiłki Rady Miasta w kierunku wcielenia gmin okolicznych do Krakowa, przez co na terenach tych miasto mogłoby wybudować nowe placówki oświaty, a tym samym odciążyć szkoły w śródmieściu.
Mimo starań Krakowa i niektórych gmin sąsiednich nie udało się do końca XIX wieku rozszerzyć granic miasta. Jedną z przeszkód była miejska linia akcyzowa. Wewnątrz miasta podstawowe artykuły konsumpcyjne obłożone były podatkiem akcyzowym, który płaciło się wjeżdżając do Krakowa podczas przekraczania licznych rogatek. Gminy sąsiednie niechętne były więc rozszerzeniu granic ze względu na wyższe ceny jakie obowiązywały w obrębie miasta Krakowa. Wewnętrzna linia akcyzowa stanowiła także problem dla samego miasta ponieważ niektóre przedmieścia leżały w jej obrębie, np. część Półwsia Zwierzynieckiego, Prądnika Czerwonego, Grzegórzek, natomiast Błonia miejskie oraz część terytorium miasta Krakowa na północ od koszarów arcyksięcia Rudolfa leżały już poza krakowską linią akcyzową.
Naturalna rozbudowa miasta w kierunku przedmieść długo hamowana była przez władze wojskowe. Poza otaczającą miasto linią wałów fortecznych rdzenia Twierdzy Kraków nie można było wznosić wyższych budynków, a właściciele nowo powstałych domów musieli podpisać zobowiązania, że rozbiorą je własnym kosztem na żądanie wojska (tzw. rewersy demolacyjne. Należy tutaj zaznaczyć, że linia akcyzowa i linia forteczna przeplatając się z ówczesnymi granicami miasta i stwarzały duże trudności administracyjne dla Krakowa. Ogromne znaczenie dla gmin sąsiednich miała bliskość szpitali i dobrej opieki lekarskiej oraz społecznej. Nawet ściśle miejskie instytucje, jak miejska straż pożarna, często spieszyła na ratunek do gmin sąsiednich, gdzie pożary, z powodu braku ogniotrwałych dachów i wadliwych budynków, zdarzały się stosunkowo częściej.
Za koniecznością powiększenia obrębu Krakowa przemawiał także wzrost gmin sąsiednich pod względem przemysłowym. Gminy odbierały Krakowowi nie tylko ludność, ale także środki materialne, a w szczególności zakłady przemysłowe, gdyż dla rozwoju przedsiębiorstw posiadały one dogodniejsze warunki, jak brak akcyzy, mniejsze podatki, rozleglejsze terytorium, tańsze mieszkania, grunty i artykuły żywnościowe. Według obliczeń z 1902 roku Podgórze wraz z gminami okolicznymi liczyło 88 zakładów przemysłowych, podczas gdy w Krakowie ulokowanych było 86 zakładów. Biorąc pod uwagę stosunek liczby ludności tych dwóch obszarów okazywało się, że Kraków posiadał wtedy prawie dwa razy mniej fabryk i przedsiębiorstw przemysłowych niż sąsiednie gminy.
Mimo że gminy okalające Kraków bardzo słabo wyposażone były we wszelkie urządzenia komunalne (brak oświetlenia, kanalizacji, wodociągów) to rozwijający się przemysł i niskie koszty utrzymania sprawiały, że ruch budowlany i przyrost ludności w dziesięcioleciu 1890-1900 był zdecydowanie szybszy na przedmieściach niż w granicach samego miasta.

### Migracje ludności
Najbardziej dynamiczny wzrost liczby ludności i zabudowań odnotowano na terenie gminy Ludwinów i Dębniki. Głównym impulsem dla rozwoju tych gmin była budowa kolei obwodowej biegnącej zachodnimi granicami Krakowa wzdłuż ówczesnych wałów fortecznych, w miejscu dzisiejszych Alei Trzech Wieszczów – od stacji towarowej w gminie Krowodrza do Bonarki na terenie Podgórza. Wybudowano tym samym stały most kolejowo-drogowy na Wiśle w miejscu dzisiejszego mostu Dębnickiego. Usprawnił on komunikację między Krakowem a gminami prawobrzeżnymi, co sprawiło, że tereny te stały się bardzo atrakcyjne dla mieszkańców sąsiednich zatłoczonych miast. Tereny wzdłuż linii kolejowej szybko zostały zabudowane, a bezpośrednia bliskość Podgórza sprawiła dodatkowo, że gmina Ludwinów rozwijała się najszybciej.
Tak gwałtowny przyrost mieszkańców i wzmożony ruch budowlany na przedmieściach wynikał głównie z faktu, że znaczna część ludności pracującej na co dzień w Krakowie dla tańszych mieszkań i lepszego powietrza mieszkała w Podgórzu lub w sąsiednich gminach. W gronie osób, które szukały dogodniejszych warunków bytu znaleźć można było zarówno urzędników i profesorów Akademii Krakowskiej, jak i liczna grupę robotników i przemysłowców. Omawiając stosunki Krakowa z gminami sąsiednimi warto zwrócić uwagę na pewien aspekt prawny. Otóż Kraków chcąc rozszerzyć swoje granice musiał uzyskać na to zgodę od gmin sąsiednich, które tym samym utraciłyby swoją niezależność. Połowa gmin w 1898 roku na zapytanie Magistratu krakowskiego co do ewentualnej gotowości gmin sąsiednich do włączenia ich w obręb Krakowa odpowiedziała negatywnie lub wcale nie nadesłała odpowiedzi.
Nie tylko władze gmin niechętnie wypowiadały się za powiększeniem granic miasta. Część ludności z przedmieść także wzbraniała się przed włączeniem ich w obręb Krakowa. Szczególnie silny opór był na terenie Podgórza i ta gmina, a raczej miasto, dopiero w 1915 roku zostało przyłączone do Krakowa. Bezpośrednie sąsiedztwo gmin podmiejskich z Krakowem było dla ich mieszkańców źródłem wielu korzyści, a z drugiej strony było dla miasta przyczyną wielu niedogodności. Stan taki trwał do początku XX wieku, kiedy to oddalono od Krakowa linię forteczną. Usunięto tym samym główną przeszkodę hamującą rozwój budowlany miasta na obszar gmin sąsiednich. Dodatkowym impulsem była planowana budowa kanału Wisła-Dunaj na podstawie ustawy z dnia 11 czerwca 1901 roku rząd Austro-Węgier, która to ustawa przewidywała wybudowanie do roku 1912 kanału łączącego Dunaj i Wisłę, dalej być może Dniestr. Kanał połączyć miał m.in. Kraków z Wiedniem. W tym celu przeznaczono wstępnie pod zabudowania portowe tereny Płaszowa i Ludwinowa, chociaż istniał też projekt zagospodarowania pod urządzenia portowe Dębnik i Półwsia Zwierzynieckiego.

## Wielki Kraków

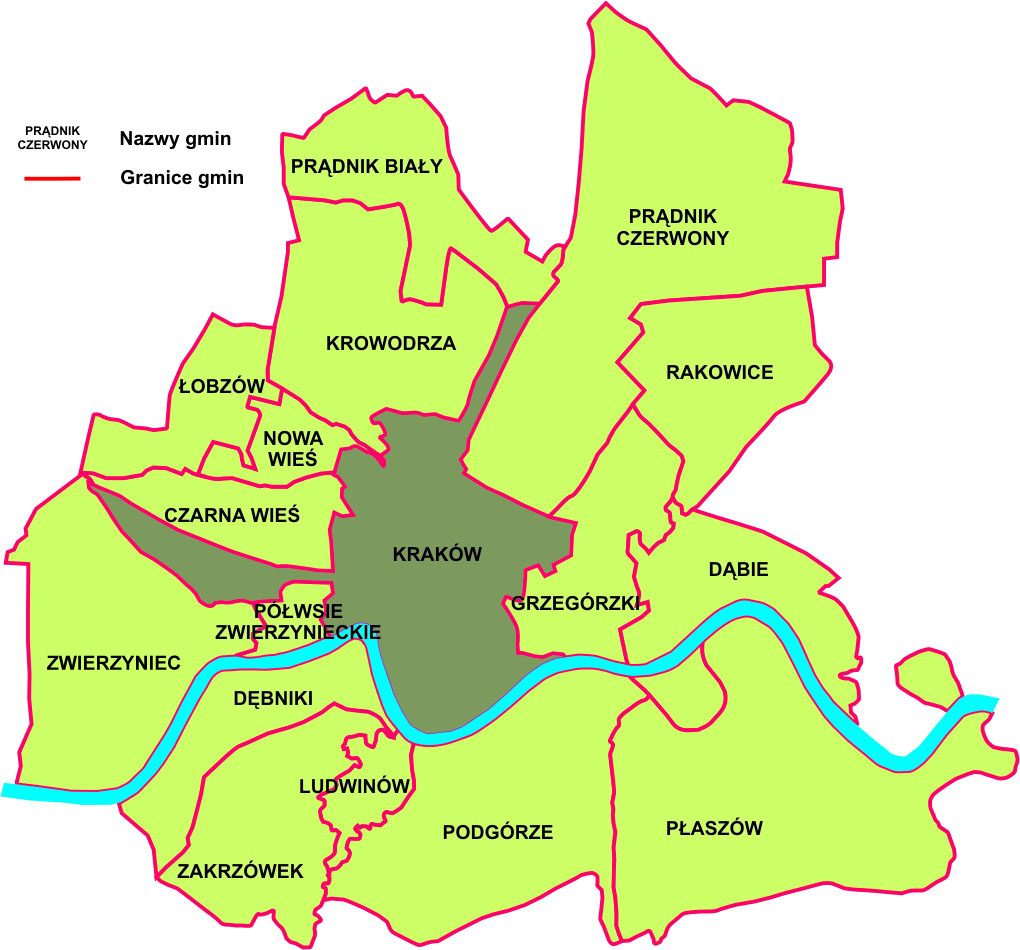
Granice administracyjne Krakowa i gmin ościennych w 1900 roku

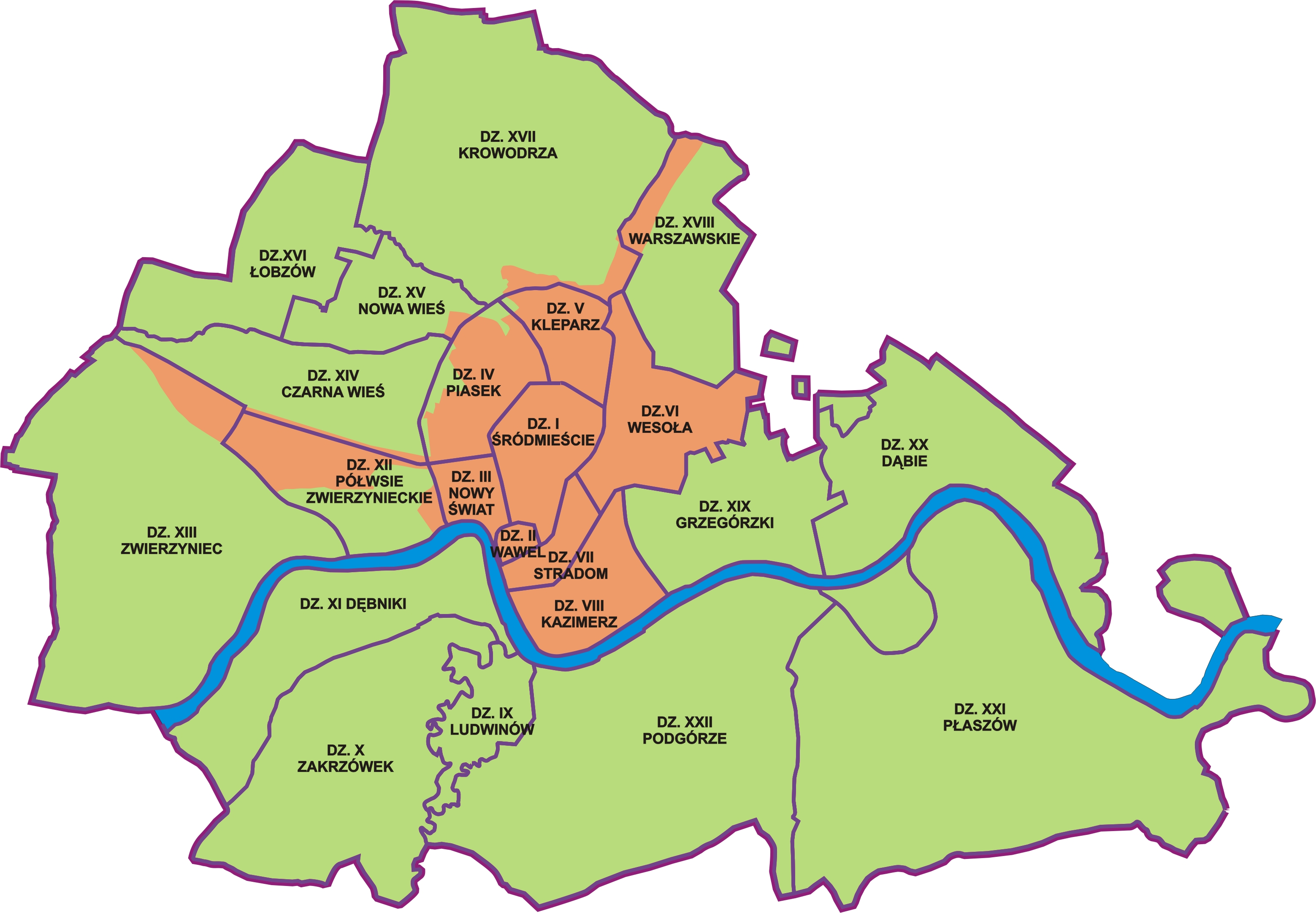
Podział administracyjny Wielkiego Krakowa na tle obszaru miasta z 1909 roku

Wielki Kraków w 1916 roku

Systematyczne prace nad przyłączeniem gmin podmiejskich rozpoczęły się w roku 1902. Utworzona wówczas komisja miejska do spraw budowy kanału i portu na Wiśle zająć miała się jednocześnie rozszerzeniem granic Krakowa. Pracami komisji kierował profesor Juliusz Leo.
Według spisu c.k. Centralnej Komisji Statystycznej z 1890 roku, okalające Kraków gminy dzieliły się następująco:
- Płaszów na Płaszów duży i mały oraz Lasówkę i Ugory
- miasto Podgórze posiadało przedmieścia Bonarkę i Zabłocie
- Zakrzówek powstał z połączenia wsi Kapelanka i Zakrzówek oraz wólki Zagórze
- Dębniki tworzyły wieś o tej samej nazwie oraz osada Rybaki
- gmina Zwierzyniec posiadała oprócz zabudowań samej wsi także fortyfikacje wokół kopca Kościuszki
- Czarną Wieś tworzyły wsie Kawiory i Czarna Wieś (gmina ta tworzyła osobną gminę administracyjną, ale katastralnie należała do miasta Krakowa)
- w Nowej Wsi Narodowej odnaleźć można było folwark z karczmą zwane Świńską Krzywdą
- w Łobzowie obok wsi leżały wólka Gramatyka oraz domy Na Kolejackim i Szaniec obozowy
- Prądnik Czerwony stanowił jedną gminę administracyjną z Olszą (Olsza należała administracyjnie do gminy Prądnik Czerwony, ale stanowiła osobną gminę katastralną)
- Grzegórzki i Piaski połączone były w jedną gminę administracyjną
- Dąbie tworzyła wieś Dąbie z przysiółkami Beszcz i Głębinów

Ponadto na terenach gmin sąsiednich znajdowały się liczne obszary dworskie. Największy, składający się z sześciu części, znajdował się na Prądniku Czerwonym. Jak się później okazało, nie znalazł się on w granicach Wielkiego Krakowa, w przeciwieństwie do obszarów dworskich na terenie Płaszowa, Ludwinowa, Zakrzówka, Zwierzyńca, Półwsia Zwierzynieckiego, Olszy i na Piaskach. Na terenie Zwierzyńca obszar dworski tworzyły folwark i klasztor Norbertanek, na terenie Półwsia Zwierzynieckiego obszar dworski należał także do tego zakonu.
Budowa kanału Wisła-Dunaj wymagała włączenia obszarów leżących po prawej stronie Wisły, tj. Dębnik, Zakrzówka, Ludwinowa, Płaszowa i Podgórza. Po lewej stronie Wisły dodać należało gminę Dąbie, jako bazę handlowo-towarową dla portu rzecznego. Półwsie Zwierzynieckie i Zwierzyniec przylegały bezpośrednio do rzeki, więc także miały pełnić jakąś rolę w systemie kanału Dunaj-Wisła. Przesunięcie linii fortecznej przemawiało za włączeniem wyżej wymienionych gmin w obręb Krakowa, a ponadto za wcieleniem gmin Czarna Wieś, Nowa Wieś Narodowa, Łobzów i Krowodrza.
Oprócz wymienionych już gmin sąsiednich brano możliwość rozszerzenia granic miasta na obszar Olszy, która stanowiła część gminy Prądnik Czerwony, a także południowych krańców gminy Prądnik Biały. Za przyłączeniem tych terenów przemawiały także okoliczności, że znajdowały się tutaj Cmentarz Miejski, schronisko fundacji ks. Aleksandra Lubomirskiego dla bezdomnych chłopców, a w niedalekiej przyszłości miały powstać tu koszary dla części załogi wojskowej przeniesionej z Wawelu. Postanowiono również, że w nowych granicach miasta znajdzie się gmina Grzegórzki, która wielokrotnie starała się o przyłączenie. Dodatkowym argumentem za, była budowa kanału odwadniającego oraz to, że część gminy leżała wewnątrz linii akcyzowej.
Przy rozszerzaniu granic Krakowa władze miejskie brały także pod uwagę dalsze tereny Prądnika Białego i Czerwonego oraz gminę Rakowice, jednakże za wcieleniem tych terenów nie przemawiały żadne szczególne względy. Gminy te były słabo zaludnione, a potencjalne dochody z podatków nie były kuszące. Koszty, jakie ponosił Kraków podczas rozszerzenia granic, były już na tyle duże, że nie było sensu powiększać miasta o tereny słabo zaludnione.
Projekt przyłączenia gmin sąsiednich obejmował 14 całych gmin i dziewięć obszarów dworskich o łącznej powierzchni 41,7 km², przewyższając obszar dotychczasowo zajęty przez miasto ponad sześciokrotnie, a pomijając niezabudowane tereny Błoń – siedmiokrotnie. Po włączeniu przedstawionych w tabeli obszarów, Kraków rozszerzyłby swoje granice prawie równomiernie we wszystkich kierunkach, co miało dać miastu przestrzeń i swobodę rozbudowy. Nowe granice Wielkiego Krakowa miały biec granicami katastralnymi przyłączonych gmin, a od strony Prądnika Białego i Prądnika Czerwonego środkiem koryta potoku Sudoł i rzeki Białuchy. Od strony Olszy granica przeprowadzona została wzdłuż dawnej linii fortecznej, dzieląc tym samym tę gminę katastralną na dwie części. Również na dwie części podzielona została gmina Grzegórzki-Piaski.
W 1907 roku komisja kierowana przez dr. Juliusza Leo przedstawiła sprawozdanie ze swojej działalności zawierające projekt ustawy o przyłączeniu gmin sąsiednich do Krakowa, a także układy z sąsiednimi gminami. Rada Miejska na posiedzeniu w dniu 19 września 1907 roku zatwierdziła przedłożone dokumenty i podjęła odpowiednią uchwałę. Dwa lata później ustawa została zatwierdzona przez Sejm Krajowy i podpisana przez cesarza Franciszka Józefa I z mocą prawną od 1 kwietnia 1910 roku. Z dniem tym włączono do Krakowa dziewięć przylegających do miasta gmin i nadano im kolejno numery od X do XIX. Do gmin tych należały: Zakrzówek, Dębniki, Półwsie Zwierzynieckie, Zwierzyniec, Czarna Wieś, Nowa Wieś Narodowa, Krowodrza, Grzegórzki oraz część gmin Prądnik Biały i Prądnik Czerwony wraz z Olszą. Tym samym Kraków zajmujący dotychczas obszar 6,88 km² (razem z Błoniami, których powierzchnia w granicach miasta wynosiła 1,11 km²) powiększył się o 22,74 km², tj. do 29,62 km². Dokładnie rok po pierwszym rozszerzeniu granic miasta nastąpiło kolejne. Zgodnie z postanowieniami ustawy z dnia 19 grudnia 1910 roku do obszaru Krakowa włączono gminę Dąbie z Beszczem i Głębinowem oraz Ludwinów. Powierzchnia miasta wzrosła ponownie tym razem o 4,08 km².
O ile pertraktacje z gminami włączonymi w granice Krakowa w latach 1910-1911 przebiegały w miarę szybko i sprawnie, a przede wszystkim efektywnie, to Rada Miejska miała dużo problemów z przekonaniem władz i mieszkańców gminy Płaszów, aby ta przyłączyła się do miasta. Płaszów ze względu na wiele czynników miał strategiczne znaczenie w procesie rozwoju terytorialnego miast. Na terenie gminy znajdował się bowiem duży i dobrze prosperujący dworzec towarowy posiadający dogodne połączenie z siecią kolejową w Galicji. Gmina nabrała jeszcze większego znaczenia, kiedy zaczęto planować na jej terytorium budowę portu rzecznego na trasie kanału Wisła-Dunaj. Bliskość dworca kolejowego i w przyszłości portu śródlądowego sprawiał, że wysunięto koncepcje zagospodarowania terenów gminy pod dzielnicę fabryczno-przemysłową. Jeszcze w 1904 roku gmina Płaszów zdecydowanie nie zgadzała się na włączenie jej w granice Krakowa, jednak gdy Rada Miasta w 1907 roku zatwierdziła przyłączenie dziewięciu gmin, w tym Dębnik i Zakrzówka na prawym brzegu Wisły, rozpoczęły się ponowne rokowania. Ostatecznie w czerwcu 1910 roku Rada Gminy opowiedziała się za przyłączeniem Płaszowa, a od 1 lutego 1912 roku gmina przeszła pod zarząd miasta Kraków. Ostatnim etapem w procesie rozwoju terytorialnego Krakowa było włączenie w jego granice miasta Podgórze. Plany te pojawiły się zaraz na początku idei Wielkiego Krakowa w 1902 roku, ale Podgórze długo utrzymywało swoją niezależność nie tylko administracyjną, ale także gospodarczą, budując własną elektrownię i wodociągi oraz wspierając rozwój przemysłu na terenie miasta. Pod wpływem powiększającego się terytorialnie Krakowa, Podgórze zostało szybko otoczone z trzech stron granicami swojego sąsiada i tylko kwestią czasu było jak stanie się częścią Wielkiego Krakowa. W 1913 roku podjęto decyzję o połączeniu obu miast. Dwa lata później Podgórze, „perła w pierścieniu gmin otaczających Kraków”, jak nazywał ją Juliusz Leo, przestało istnieć jako samodzielne miasto.
Po przyłączeniu wszystkich wyznaczonych gmin i obszarów Wielki Kraków zajmował powierzchnię 4690 ha i posiadał w 1914 roku 183 tys. mieszkańców. Wkrótce przystąpiono do szczegółowej regulacji. Wyznaczono nowe granice, a każda dzielnica odziedziczyła swoją nazwę po gminie, jaka się na tym obszarze znajdowała. Wyjątkiem jest tutaj dzielnica Warszawskie, która powstała z połączenia części Prądnika Czerwonego i Olszy.
Kraków stał się terytorialnie wielkim miastem. W 1915 roku był nawet powierzchniowo większy od Warszawy i to aż o 30%. Jednak życie nadal koncentrowało się – mimo licznych przeobrażeń, jakie zachodziły w mieście – głównie w centrum. Długo drwiono sobie z idei Wielkiego Krakowa, nawet w miejscowej prasie. Przeprowadzona z takim rozmachem akcja rozszerzenia granic dała miastu finalnie jednak ogromne – w dosłownym tego słowa znaczeniu – pole do rozwoju i niosła, jak się później okazało, dalekosiężne skutki, wprowadzając Kraków na drogę wielkomiejskich przeobrażeń.
W 1917 miasto zakupiło również Las Wolski o obszarze 340 ha.

## Rozszerzenie granic w 1941 roku
W 1941 roku ówczesne niemieckie władze okupacyjne rozszerzyły granice administracyjne miasta, przyłączając do Krakowa okoliczne gminy i miejscowości, tworząc z nich następujące dzielnice:
XXIII – Łagiewniki, XXIV – Jugowice, XXV – Borek Fałęcki, XXVI – Kobierzyn, XXVII – Skotniki, XXVIII – Pychowice, XXIX – Bodzów, XXX – Kostrze, XXXI – Przegorzały, XXXII – Bielany, XXXIII – Wola Justowska, XXXIV – Chełm, XXXV – Bronowice Małe, XXXVI – Bronowice Wielkie, XXXVII – Tonie, XXXVIII – Prądnik Biały, XXXIX – Witkowice, XL – Górka Narodowa, XLI – Prądnik Czerwony, XLII – Olsza, XLIII – Rakowice, XLIV – Czyżyny, XLV – Łęg, XLVI – Rybitwy, XLVII – Bieżanów, XLVIII – Rżąka, XLIX – Prokocim, L – Wola Duchacka, LI – Piaski Wielkie, LII – Kurdwanów. W 1948 roku to rozszerzenie zostało potwierdzone przez władze Polski z mocą obowiązującą od 18 stycznia 1945 roku

## Czasy PRL i III RP

Obecny podział na dzielnice

W 1951 roku przyłączono do Krakowa niedawno powstały obszar o zwartej miejskiej zabudowie (w zamyśle odrębne miasto, lecz faktycznie nigdy nie posiadające formalnych praw miejskich) Nową Hutę z okolicznymi miejscowościami, tworząc z nich następujące dzielnice: LIII – Mogiła, LIV – Bieńczyce, LV – Mistrzejowice, LVI – Zesławice, LVII – Kantorowice, LVIII – Krzesławice, LIX – Grębałów, LX – Lubocza, LXI – Wadów, LXII – Pleszów, LXIII – Ruszcza, LXIV – Branice.
W 1954 roku zreformowano podział administracyjny Krakowa, tworząc z dotychczasowych 64 dzielnic katastralnych sześć dzielnic administracyjnych: Stare Miasto, Zwierzyniec, Kleparz, Grzegórzki, Podgórze i Nowa Huta. W 1973 roku, gdy ponownie poszerzano granice miasta (włączono doń obszary o charakterze wiejskim, otaczające miasto od wschodu, południa i zachodu), przeprowadzono nowy podział na dzielnice na prawach gminy, obecnie (2025) nadal używany do celów pocztowych: Śródmieście, Podgórze, Krowodrza, Nowa Huta. Gdy po zmianach systemowych Kraków ponownie stał się jedną gminą, zlikwidowano dotychczasowy podział i w 1991 roku powołano 18 samorządowych dzielnic pomocniczych stanowiących podstawę obecnego podziału terytorialnego.